# Zagrebačka nogometna zona 1959./60.
Zagrebačka nogometna zona, također i kao  I. zona Zagreb, I. zona  je bila jedna od zona Prvenstva Hrvatske, te liga trećeg stupnja nogometnog prvenstva Jugoslavije u sezoni 1959./60. 
 
Sudjelovalo je 12 klubova, a prvak je bio "Metalac" iz Zagreba.  

## Ljestvica
| mj. | klub                 | ut. | pob. | ner. | por. | gol+ | gol– | bod |
| --- | -------------------- | --- | ---- | ---- | ---- | ---- | ---- | --- |
| 1.  | Metalac Zagreb       | 22  | 16   | 3    | 3    | 55   | 24   | 35  |
| 2.  | RIZ Zagreb           | 22  | 14   | 2    | 6    | 51   | 30   | 30  |
| 3.  | Jedinstvo Zagreb     | 22  | 12   | 3    | 7    | 42   | 22   | 27  |
| 4.  | Kustošija Zagreb     | 22  | 10   | 7    | 5    | 43   | 28   | 27  |
| 5.  | Borac Zagreb         | 22  | 9    | 6    | 7    | 39   | 38   | 24  |
| 6.  | Tekstilac Zagreb     | 22  | 8    | 5    | 9    | 44   | 38   | 21  |
| 7.  | Trnje Zagreb         | 22  | 8    | 4    | 10   | 41   | 44   | 20  |
| 8.  | Samobor              | 22  | 8    | 4    | 10   | 32   | 36   | 20  |
| 9.  | Radnik Velika Gorica | 22  | 8    | 4    | 10   | 32   | 47   | 20  |
| 10. | Poštar Zagreb        | 22  | 6    | 5    | 11   | 35   | 52   | 17  |
| 11. | Dubrava Zagreb       | 22  | 4    | 5    | 13   | 27   | 50   | 13  |
| 12. | Mladost Zagreb       | 22  | 3    | 4    | 15   | 25   | 59   | 10  |

## Rezultatska križaljka
| kratica | klub                 | BOR | DUB | JED | KUS | MET | MLA | POŠ | RAD | RIZ | SAM | TEK | TRNJ |
| --- | -------------------- | --- | --- | --- | --- | --- | --- | --- | --- | --- | --- | --- | ---- |
| BOR | Borac Zagreb         |     |     | 2:1 |     | 1:3 | 3:1 | 3:1 |     | 1:0 |     | 2:0 |      |
| DUB | Dubrava Zagreb       | 0:0 |     |     |     |     |     |     |     |     |     |     |      |
| JED | Jedinstvo Zagreb     | 2:1 |     |     |     |     |     |     |     |     |     |     |      |
| KUS | Kustošija Zagreb     |     |     |     |     |     |     |     |     |     |     |     |      |
| MET | Metalac Zagreb       | 5:2 |     |     |     |     |     |     |     |     |     |     |      |
| MLA | Mladost Zagreb       |     |     |     |     |     |     |     |     |     |     |     |      |
| POŠ | Poštar Zagreb        |     |     |     |     |     |     |     |     |     |     |     |      |
| RAD | Radnik Velika Gorica |     |     |     |     |     |     |     |     |     |     |     |      |
| RIZ | RIZ Zagreb           | 2:1 |     |     |     |     |     |     |     |     |     |     |      |
| SAM | Samobor              |     |     |     |     |     |     |     |     |     |     |     |      |
| TEK | Tekstilac Zagreb     | 5:1 |     |     |     |     |     |     |     |     |     |     |      |
| TRNJ | Trnje Zagreb         | 2:2 |     |     |     |     |     |     |     |     |     |     |      |
| |                      |     |     |     |     |     |     |     |     |     |     |     |      |
| podebljan rezultat – utakmice od 1. do 11. kola (1. utakmica između klubova) rezultat normalne debljine – utakmice od 12. do 22. kola (2. utakmica između klubova) rezultat nakošen – nije vidljiv redoslijed odigravanja međusobnih utakmica iz dostupnih izvora rezultat smanjen * – iz dostupnih izvora nije uočljiv domaćin susreta prekrižen rezultat – poništena ili brisana utakmica p – utakmica prekinuta 3:0 p.f. / 0:3 p.f. – rezultat 3:0 bez borbe |                      |     |     |     |     |     |     |     |     |     |     |     |      |

 Izvori: